# Анемометр

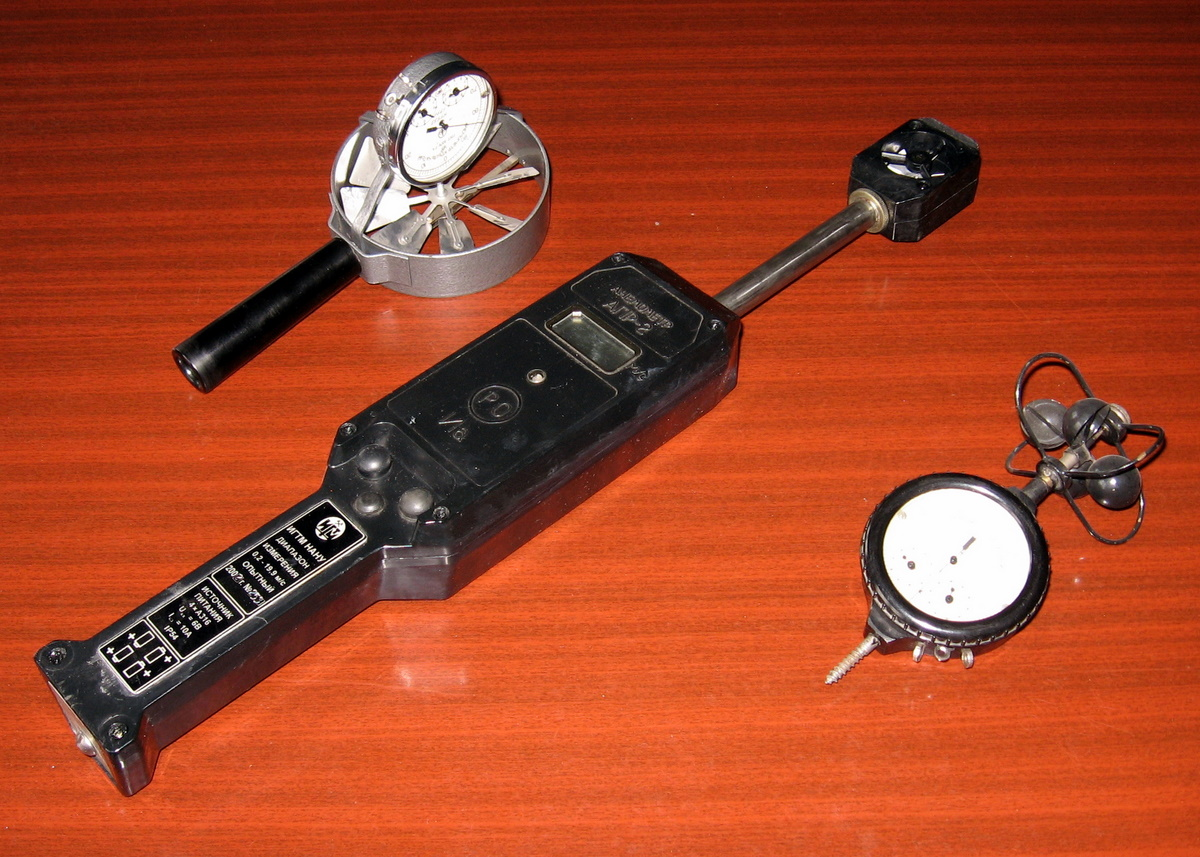
Шахтні анемометри (зліва направо — крильчастий аналоговий, крильчастий цифровий і чашковий)

Анемóметр (грец. ανεμος — вітер, μετρεω — міряю) — прилад для вимірювання швидкості, а часто і напрямку руху потоків (газів і рідин), наприклад, повітря (вітромір); швидкість потоку вимірюється за швидкістю обертання ротора з лопатками або півкулястими чашками. За конструкцією розподіляються на крильчасті, чашкові та термоелектричні.
Приклади використання:
- В гірничій справі використовується для контролю повітряного режиму шахти, кар'єру тощо.
- В метеорології використовується найпростіший тип анемометра — флюгер.